# Triptilion spinosum
Triptilion spinosum là một loài thực vật có hoa trong họ Cúc. Loài này được Ruiz & Pav. miêu tả khoa học đầu tiên năm 1798.